# الكوخ 6
الكوخ 6 كان جزءاً من حديقة بلتشلي في وقت الحرب وكان من مهامه حل شيفرة الجيش وقوى الجو الألمانية التي كانت تولد باستخدام آلة إنجما. بالمقابل كان الكوخ 8 يعتني بالشيفرة التي يولدها سلاح البحرية. تم إنشاء الكوخ 6 بمبادرة من غوردون ويلشمان (بالإنجليزية: Gordon Welchman)‏ حيث قام بالإشراف عليه وزميله من كامبردج الرياضياتي جون جيفريس (بالإنجليزية: John Jeffreys)‏.
في عام 1943 كان هناك 450 موظف يعملون في الكوخ .6.

## الموقع

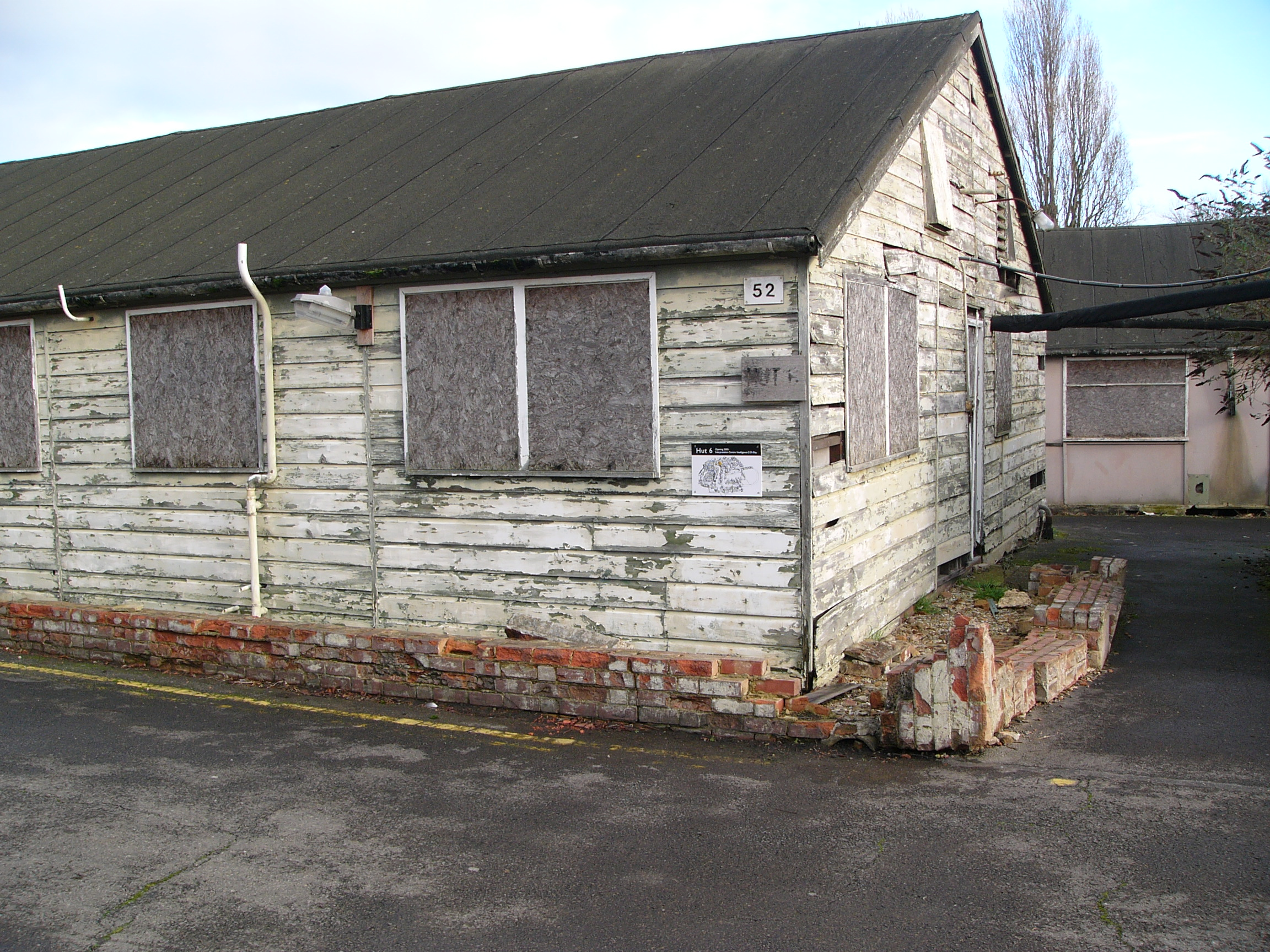
الكوخ 6 في حديقة بلتشلي في عام 2004.

أطلقت تسمية الكوخ 6 على المبنى الذي كان يشغله القسم. قال ويلشمان أن الكوخ كان عبارة عن 18 متر طولاً، و 9 أمتار عرضاً مقسوماً إلى غرفتين وبدون أي مرحاض. كان يجب على الموظفين الذهاب إلى مبنى آخر.
وعندما ازداد عدد الموظفين تم تخصيص مباني جديدة حول حديقة بليتشلي، ولكن تم تسمية المبنى الجديد أيضاً باسم «الكوخ 6».